# 이아름 (1994년)
이아름(한국 한자: 李雅凜, 1994년 4월 19일 ~ )은 대한민국의 가수, 배우이다. 2012년 티아라의 멤버로 합류해 DAY BY DAY로 데뷔했다. 그러나 2013년 7월 1년 만에 탈퇴했다. 활동 중단 한지 4년만에 KBS 오디션 프로그램 아이돌 리부팅 프로젝트 더 유닛에 참여했다.

## 학력
- 무룡중학교 (졸업)
- 한림연예예술고등학교 실용음악과 (졸업)

## 발매 음반
| 연도 | 음반 정보                        | 트랙 리스트            |
| ---- | -------------------------------- | ---------------------- |
| 2012 | 낮과 밤 - 발매일: 2012년 9월 4일 | 〈낮과 밤 (LOVE ALL)〉 |

## 음반 외 활동

### 예능 프로그램
- 아이돌 리부팅 프로젝트 더 유닛 (2017, KBS2)
- 내일은 국민가수 (2021, TV조선)
- 결혼과 이혼 사이 (2022, 티빙 오리지널)